# Barre Duchaussee
Barre Duchausse es una localidad de Santa Lucía, que forma parte del distrito de Castries.